# Bridgeville (Delaware)
Pour les articles homonymes, voir Bridgeville.
Bridgeville est une ville américaine située dans le comté de Sussex, dans l'État du Delaware.

## Démographie
| 1860 | 1870 | 1880 | 1890 | 1900 | 1910 |
| ---- | ---- | ---- | ---- | ---- | ---- |
| 250  | 300  | 398  | 576  | 613  | 939  |

| 1920 | 1930 | 1940  | 1950  | 1960  | 1970  |
| ---- | ---- | ----- | ----- | ----- | ----- |
| 945  | 987  | 1 180 | 1 468 | 1 469 | 1 317 |

| 1980  | 1990  | 2000  | 2010  | - | - |
| ----- | ----- | ----- | ----- | - | - |
| 1 238 | 1 210 | 1 436 | 2 048 | - | - |

Selon le recensement de 2010, Bridgeville compte 2 048 habitants. La municipalité s'étend sur 4,65 milles carrés (12,04 km2).